# Entoloma vernum
Entoloma vernum (Seth Lundell, 1937), sin. Rhodophyllus vernus (Seth Lundell ex Henri Romagnesi, 1947) sau Entoloma cucullatum (Jules Favre ex Bruno Cetto, 1987), din încrengătura Basidiomycota, în familia Entolomataceae și de genul Entoloma, este o specie de ciuperci otrăvitoare, denumită în popor pieptănuș primăvăratic. Buretele coabitează, fiind un simbiont micoriza (formează micorize pe rădăcinile arborilor), dar are de asemenea calități saprofite. El se poate găsi în România, Basarabia și Bucovina de Nord, crescând solitar sau în grup, în păduri mixte și de conifere dar și pe pășuni în preajma unei conifere, de la deal la munte, primăvara, din martie până în iunie.

## Descriere

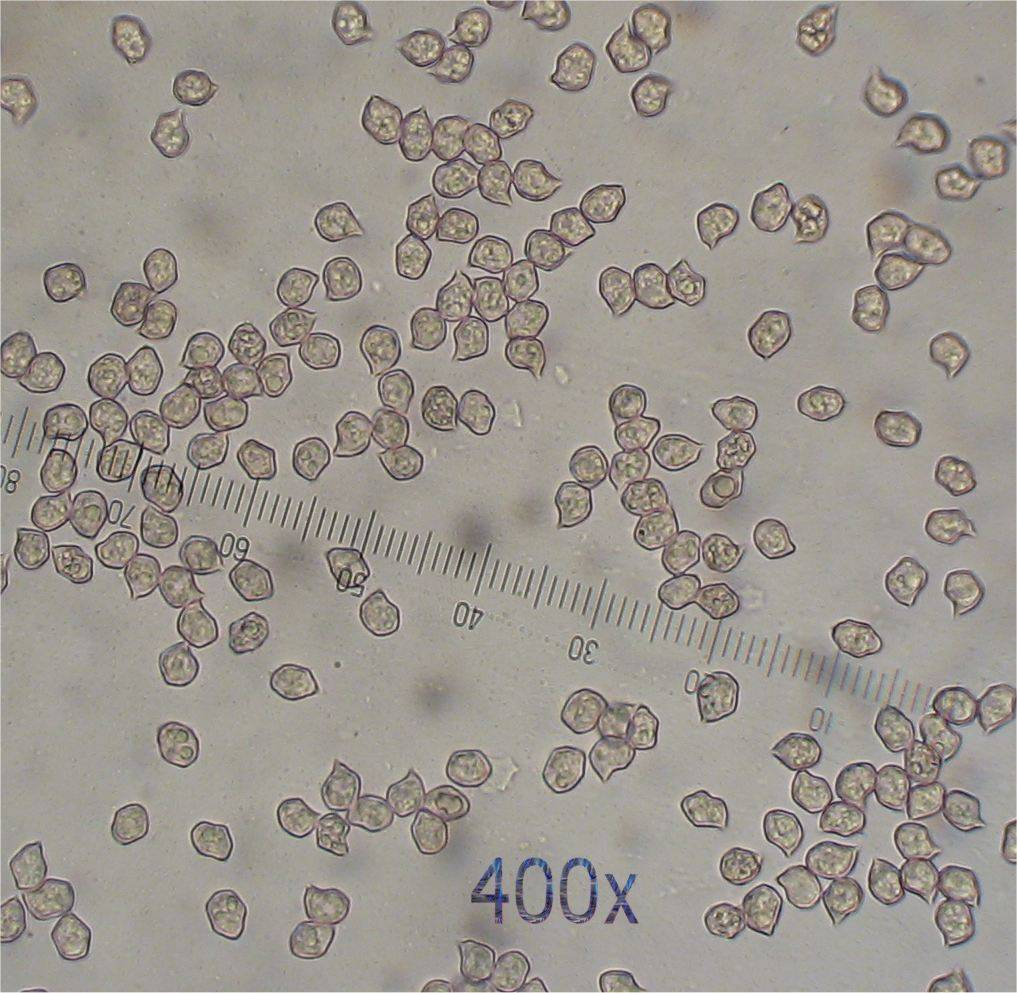
E. vernum, spori

Ordinul Agaricales este de diversificare foarte veche (între 178 și 139 milioane de ani), începând din timpul perioadei geologice în Jurasic în diferență de exemplu cu genul Boletus (între 44 și 34 milioane de ani).
- Pălăria: are un diametru de 3-6 cm, este fragedă, higrofilă și subțire cu marginea deseori răsfrântă spre picior și cârpită, mai întâi conică, în formă de piramidă, apoi complet întinsă, deseori ascuțit cocoșată precum din când în când ușor striată. Cuticula este netedă și catifelată, cu fibre radiale mai deschise. Coloritul diferă între maro închis cu tonuri măslinii, și gri-cenușiu.
- Lamelele: sunt late, dense, bombate, rotunjite spre picior și acolo aderate, cu multe semi-lamele, coloritul lor fiind la început gri, apoi de un roz murdar. Lamelele sunt, inițial albe, apoi de un roz-închis.
- Piciorul: are o lungime de 3-8 (10) cm și o grosime de 0,4-0,8 cm, este cilindric, tare, comprimat, mătăsos-fibros și ușor brăzdat, de aceiași culoare cu pălăria, cu un puf al miceliului alb și fin către bază.
- Carnea: este apoasă, fragedă, în picior fibroasă și de un colorit gri-albui. Ciuperca este de gust plăcut, ușor de ciuperci precum un miros imperceptibil.
- Caracteristici microscopice: are spori poligonali (cu 4-6 colțuri), picurați, ușor elipsoidali și de colorit roz, având  o mărime de 9-12 x 7-9 microni.[3][4]

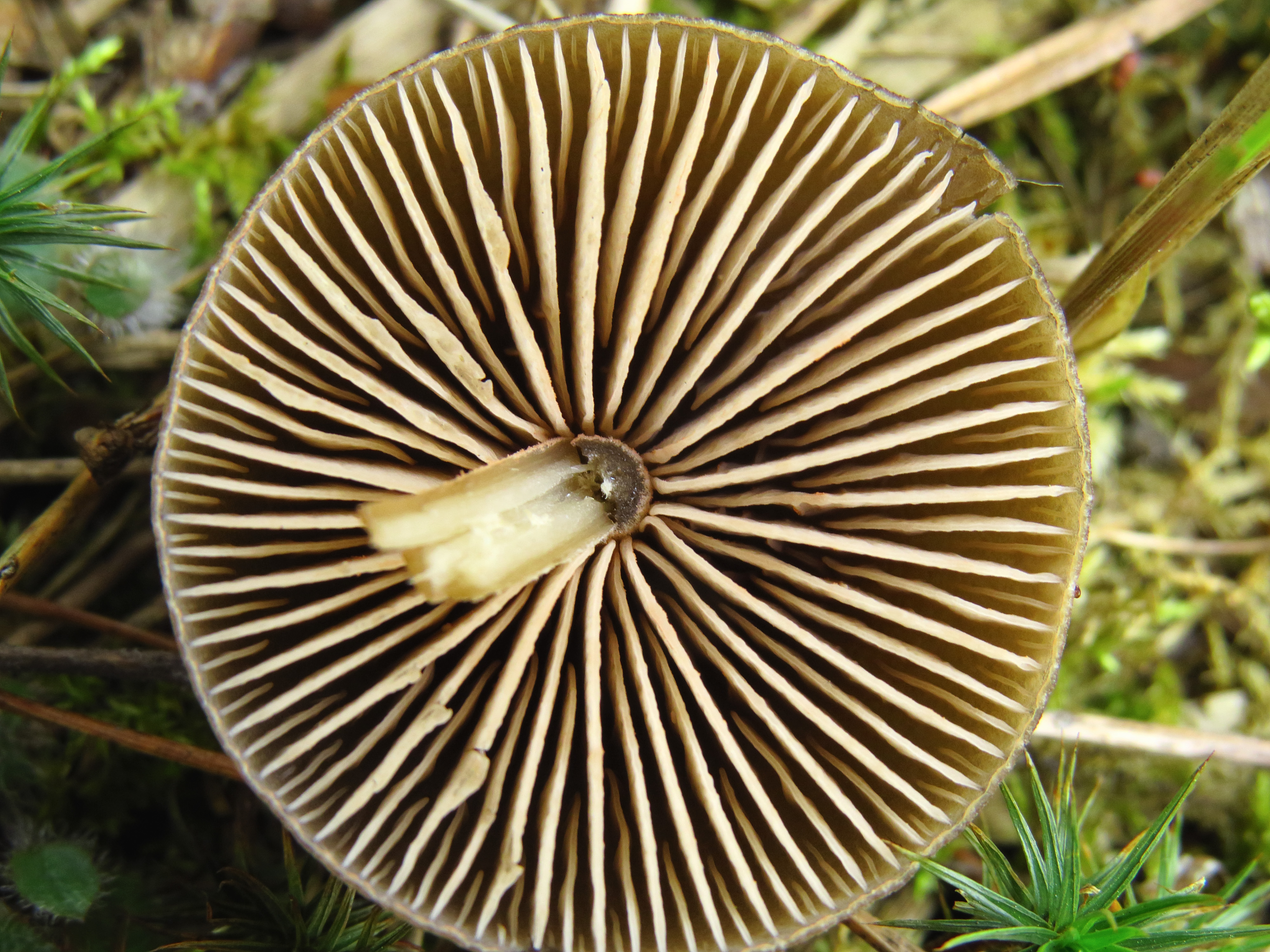
E. vernum, lamele
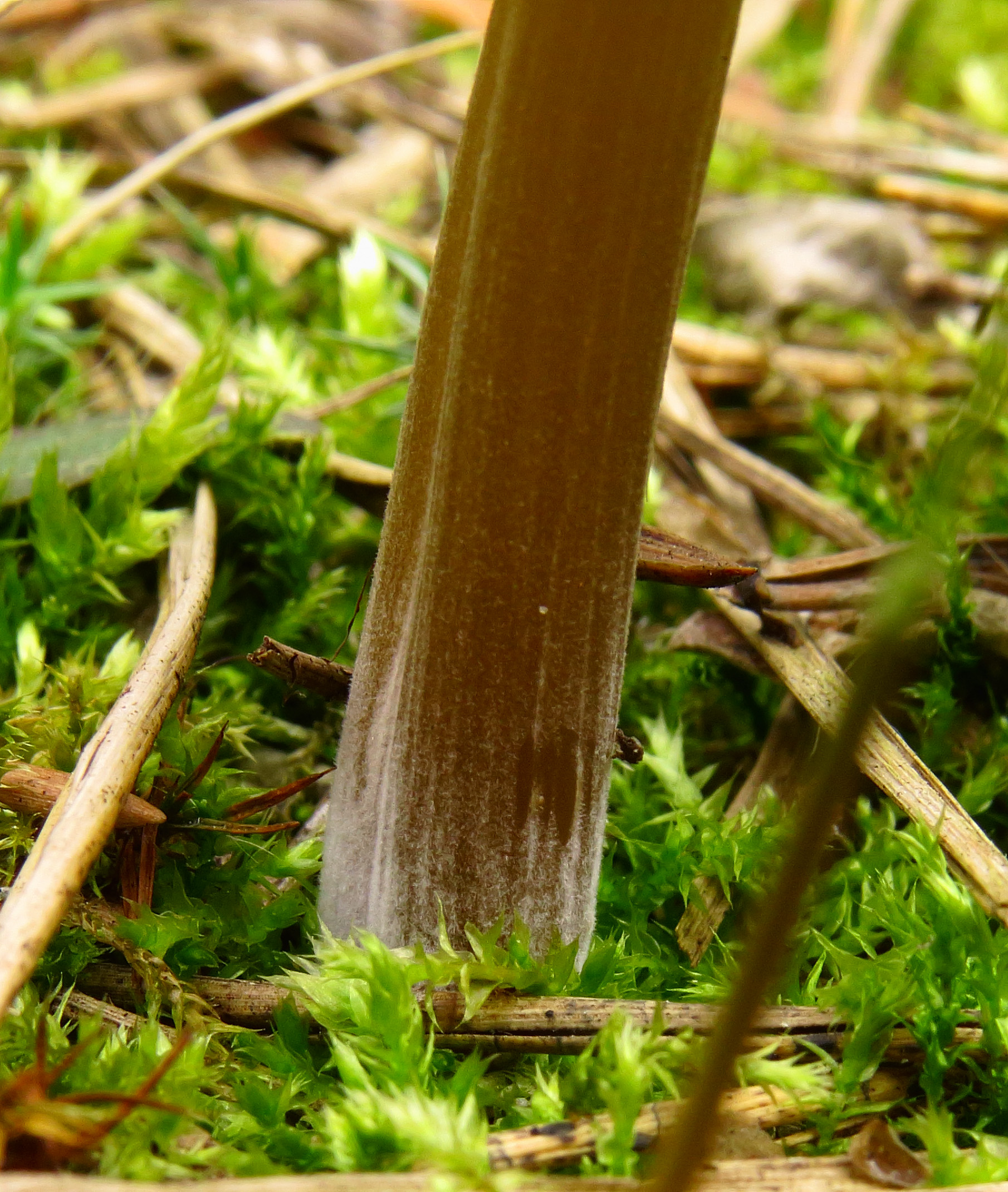
E. vernum, baza albuie
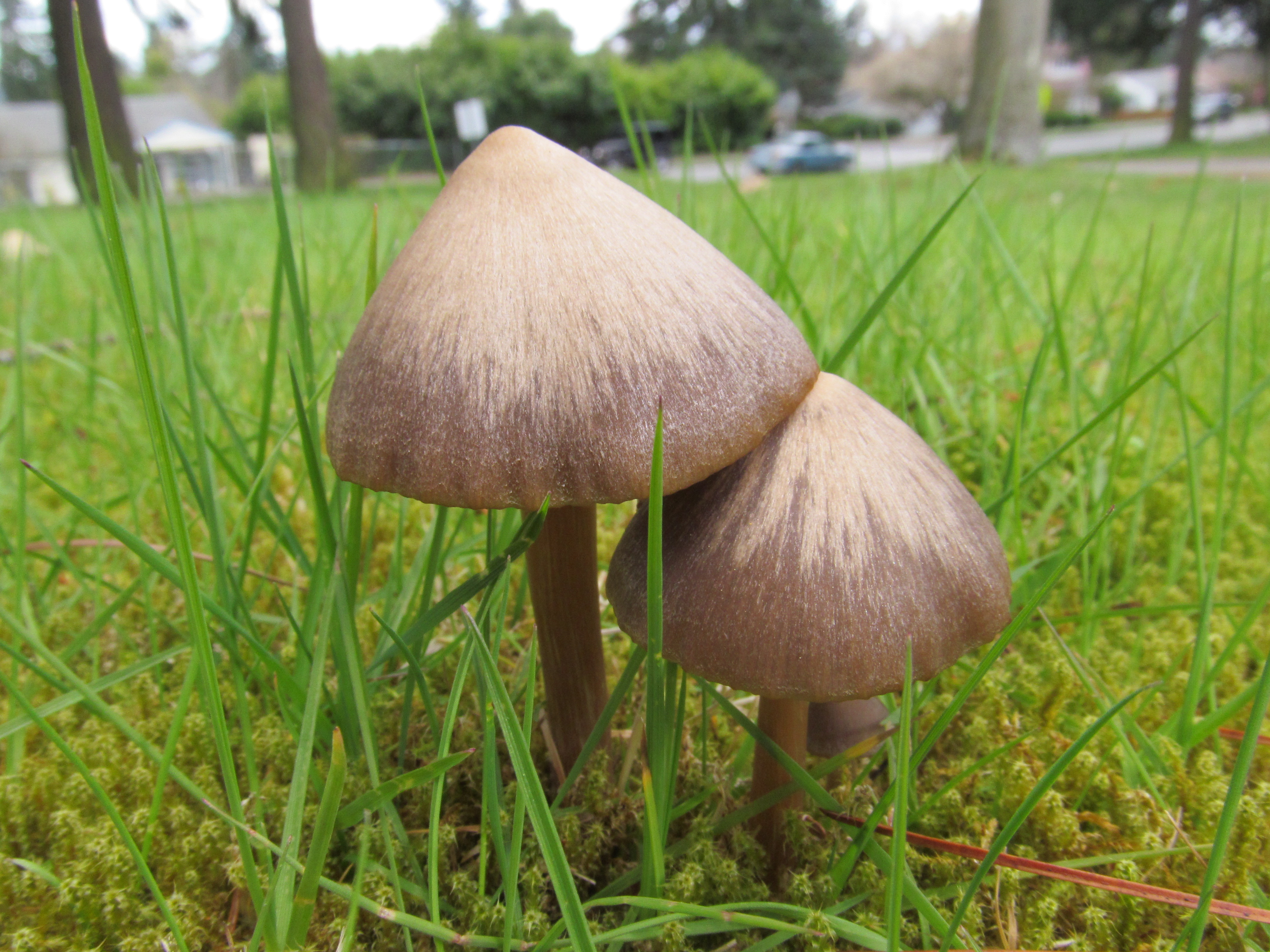
E. vernum mai deschiși
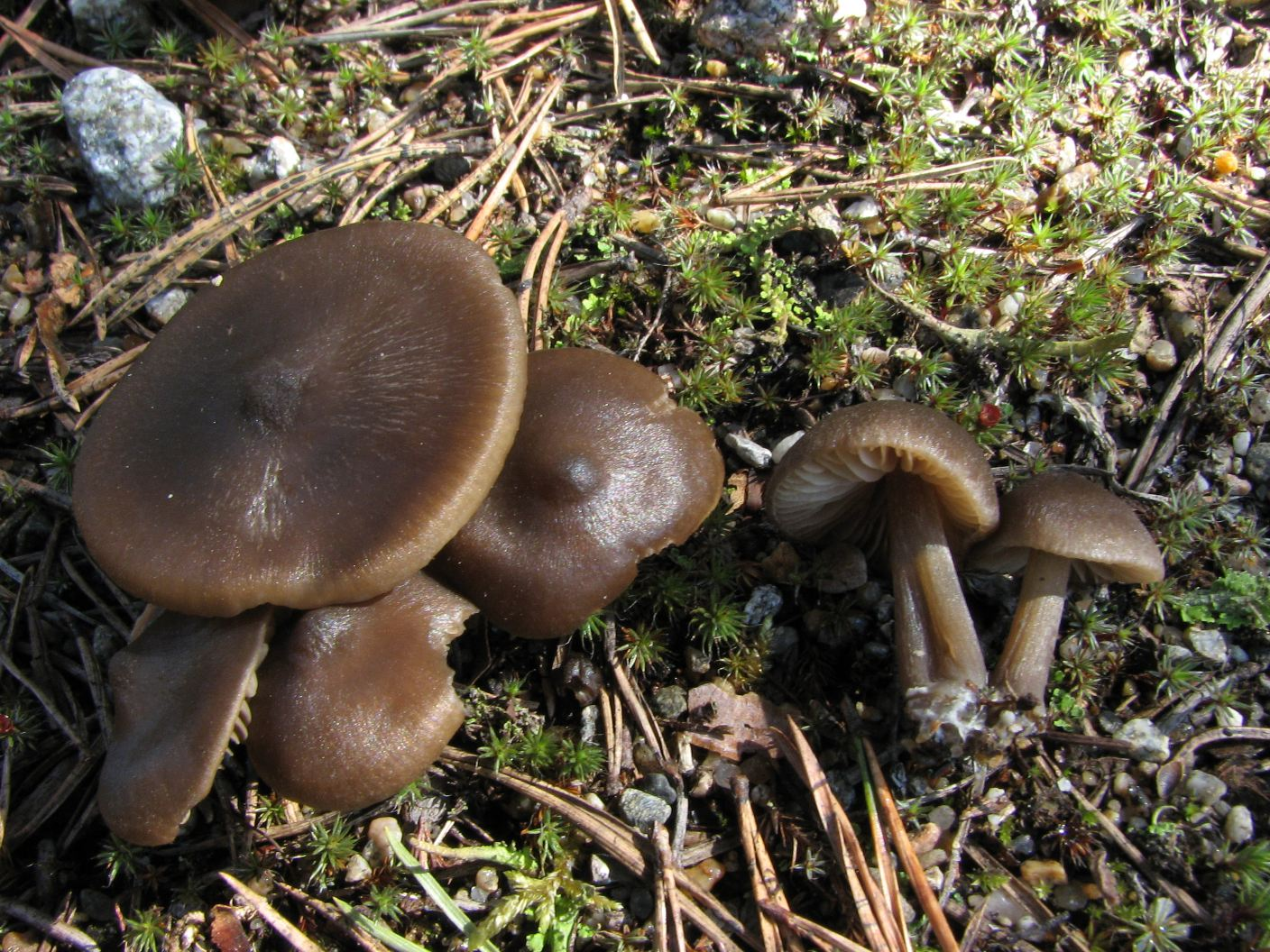
E. vernum mai închiși
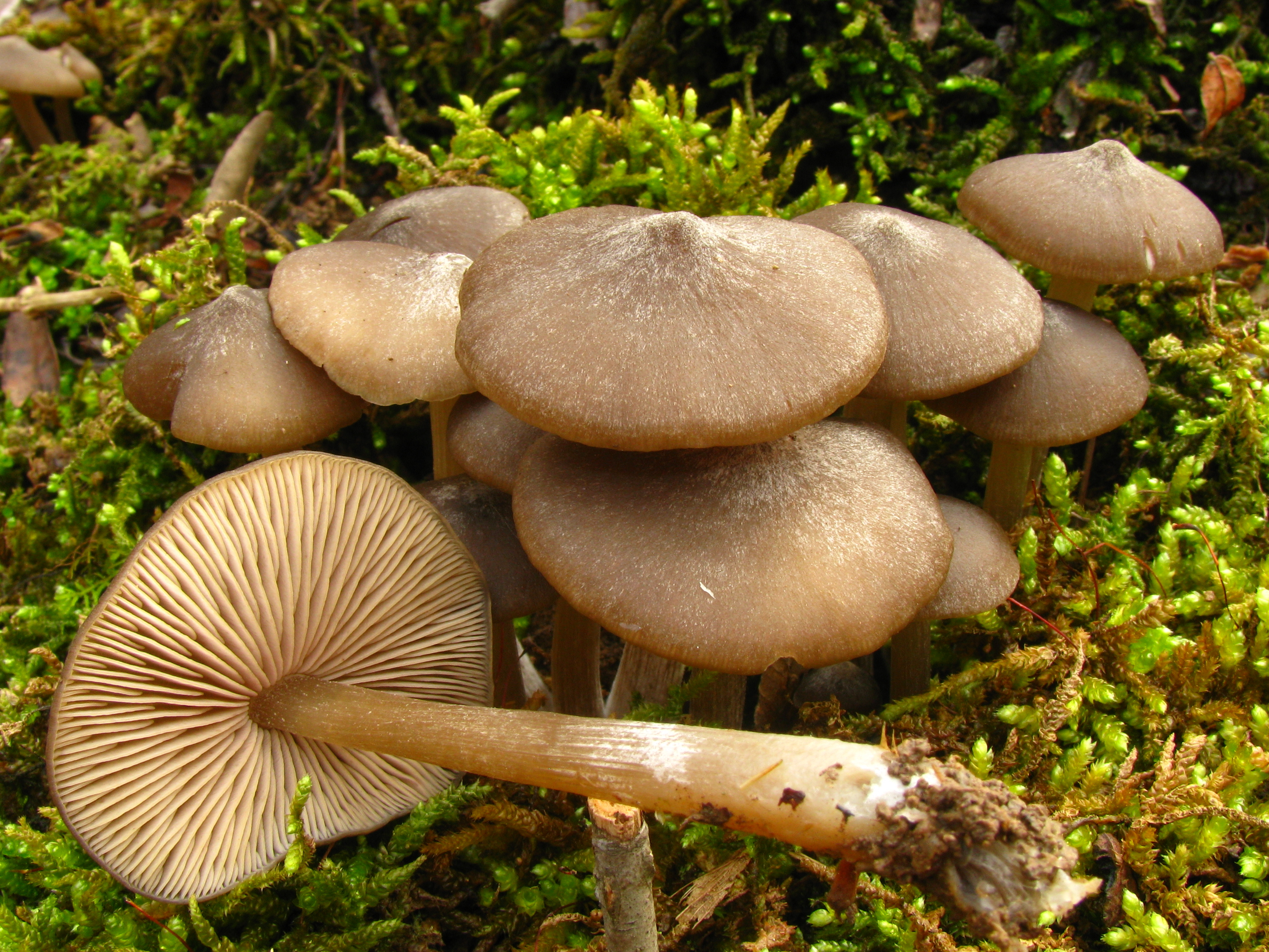
E. vernum, grup mare

## Toxicitate
Entoloma vernum este o ciupercă tare otrăvitoare dar neletală din genul Entoloma care provoacă stări de greață și vărsături, probleme acute la nivel gastrointestinal cu diaree, dureri de burtă, de asemenea dureri de cap  și amețeli. Simptomele de ingestie încep după un 15 minute până la 2 ore de la ingerare. Se suspectă, că cauza intoxicației ar fi un glicovinil (C4H7NO2) precum diferite alcaloide. În plus, acest soi conține concentrări relativ mari de cupru, zinc, mercur și arsen în relație cu alte specii.

## Confuzii
Pieptănușul primăvăratic poate fi confundat în special cu Tricholoma terreum (comestibil, lamele albe sau cenușii, niciodată roze, crește mai târziu, din vară până toamnă), un soi foarte căutat șai apreciat în Franța, mai departe cu diverse specii comestibile până otrăvitoare, ca de exemplu: Entoloma cetratum (otrăvitor), Entoloma clypeatum sin. Rhodophyllus aprilis (comestibil, miros de făină, imediat după colectare câteodată chiar săpunos, primăvara sub cireș, gutui, măr, merișor de miere, păr, prun păducel, porumbar), dar niciodată în păduri]]), Entoloma conferendum sin. Entoloma staurosporus (probabil toxic), Entoloma incanum (otrăvitor), Entoloma jubatum (necomestibil), Entoloma sepium (comestibil, cuticulă mai deschisă, crește sub porumbar), Entoloma sericeum (otrăvitor), Inocybe mapipes (otrăvitor, carnea tăiată devine ușor maronie, crește mai târziu), Inocybe erubescens sin. Inocybe patouillardi (letal), Inocybe rimosa sin. Inocybe perlata (otrăvitor), Macrocystidia cucumis (fără valoare culinară, mai mic), Pluteus cervinus (ciuperca cerbilor, comestibil) sau Rhodophyllus stauroporus (suspect, miros de faină).

## Specii asemănătoare în imagini

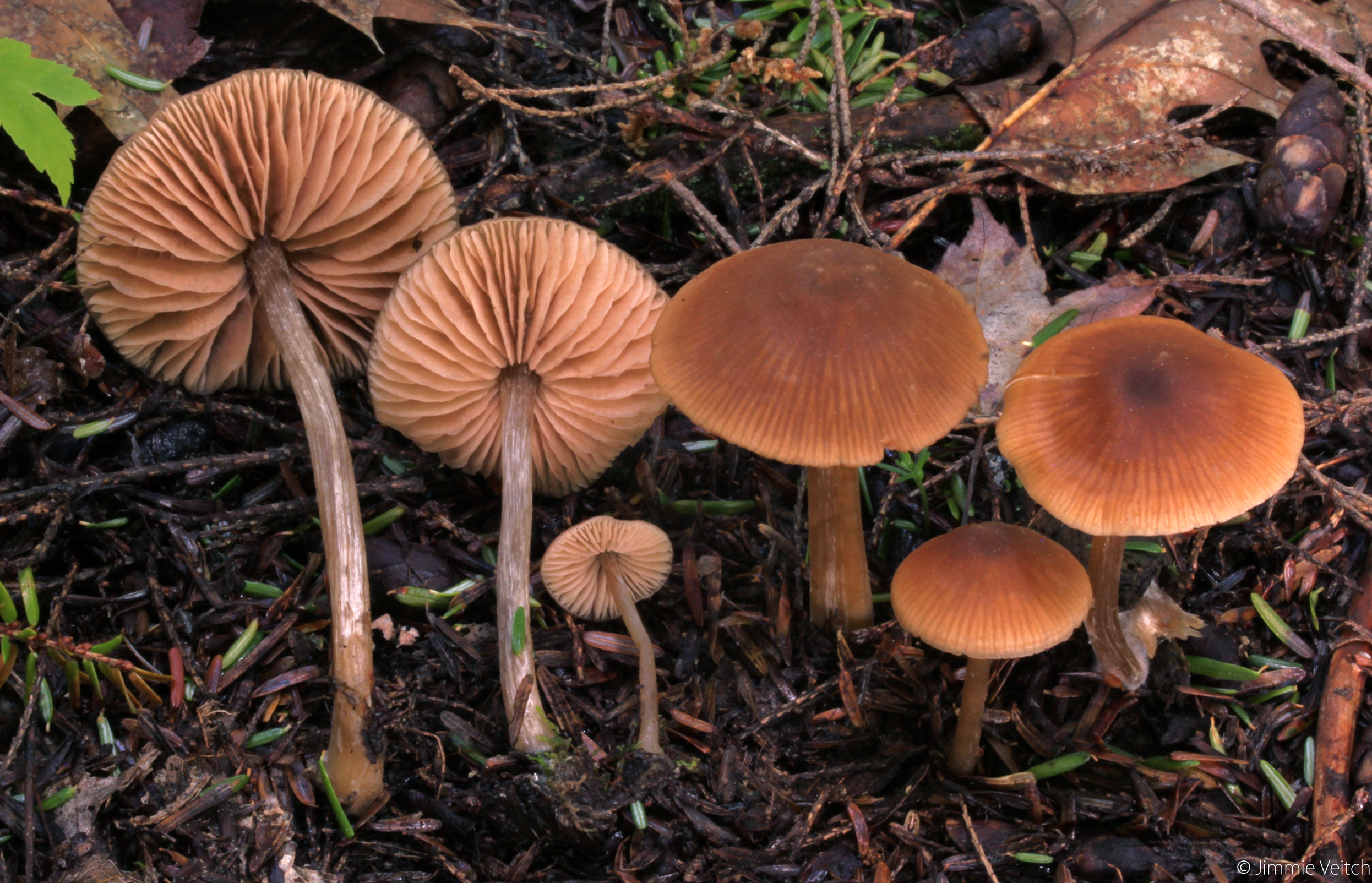
!!Entoloma cetratum!!
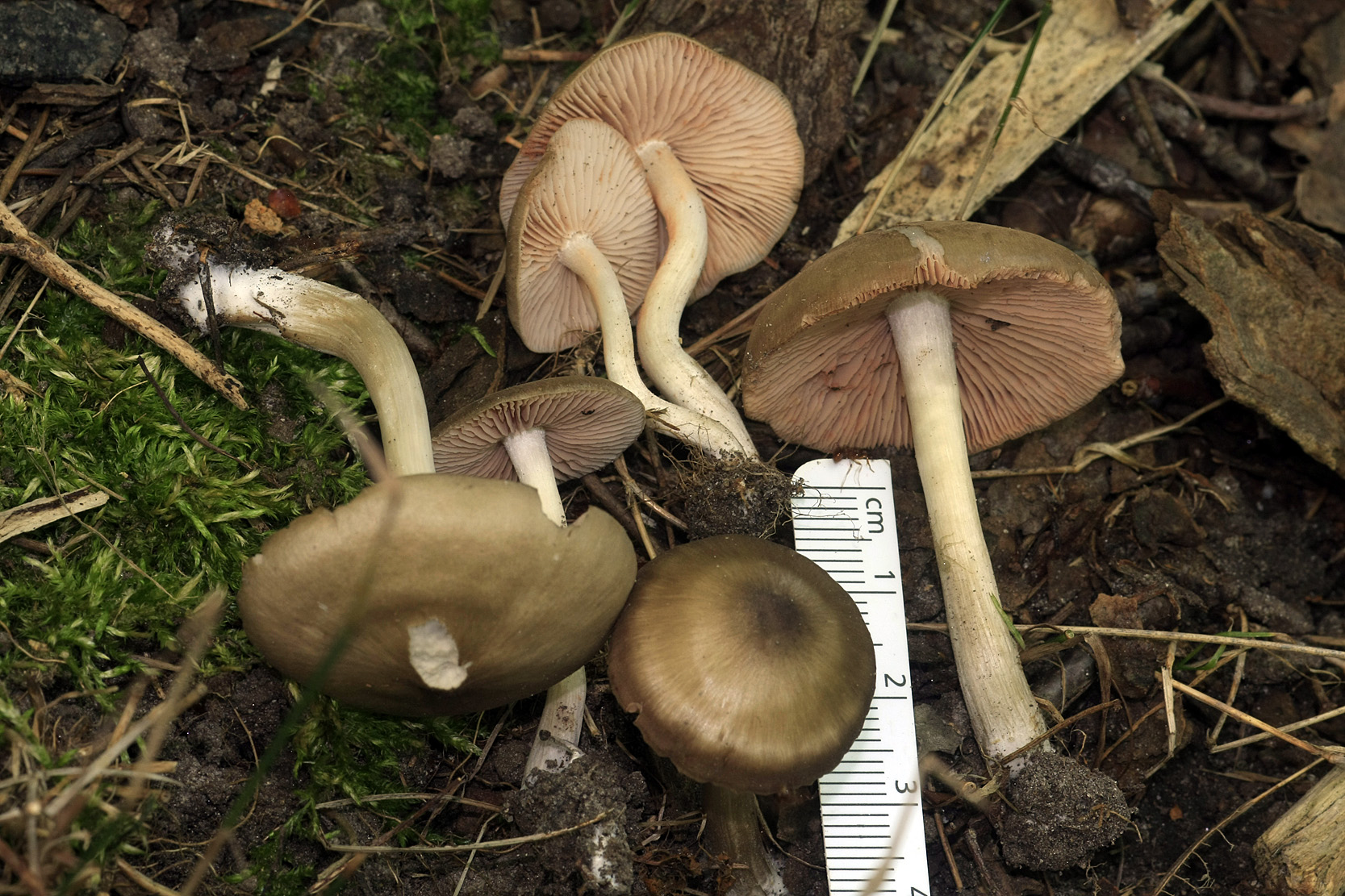
Entoloma clypeatum
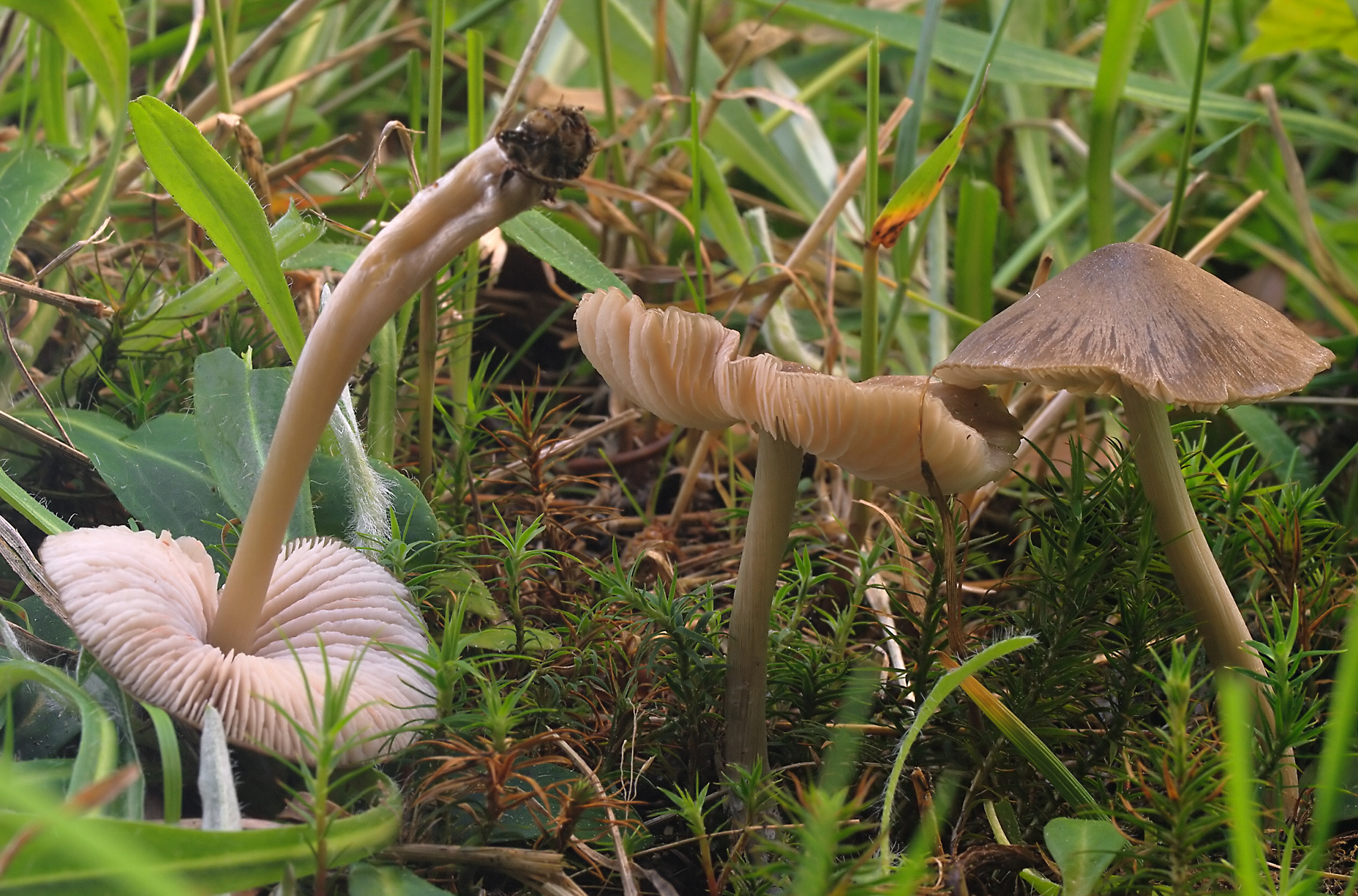
!!Entoloma conferendum!!
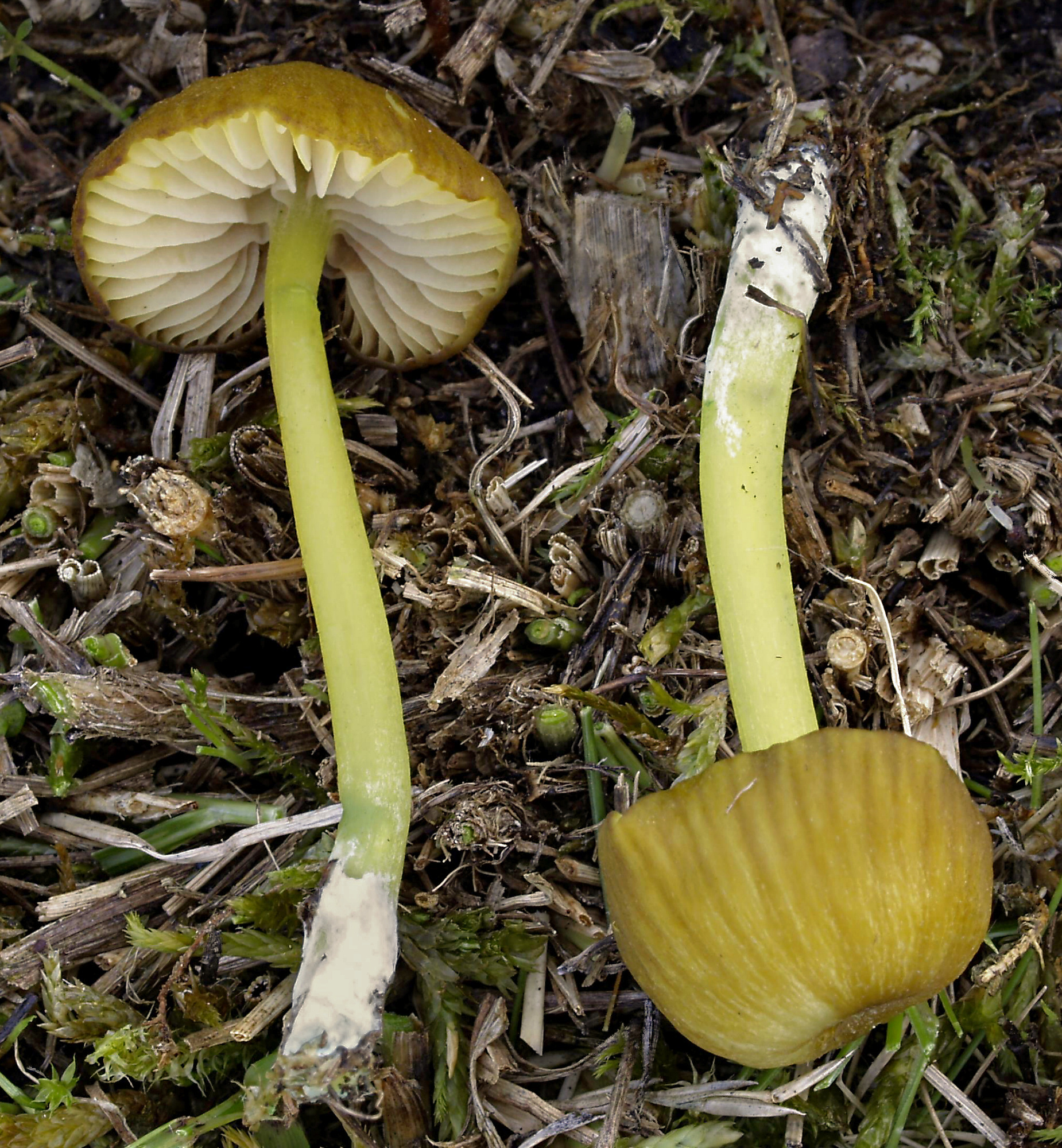
!!Entoloma incanum!!
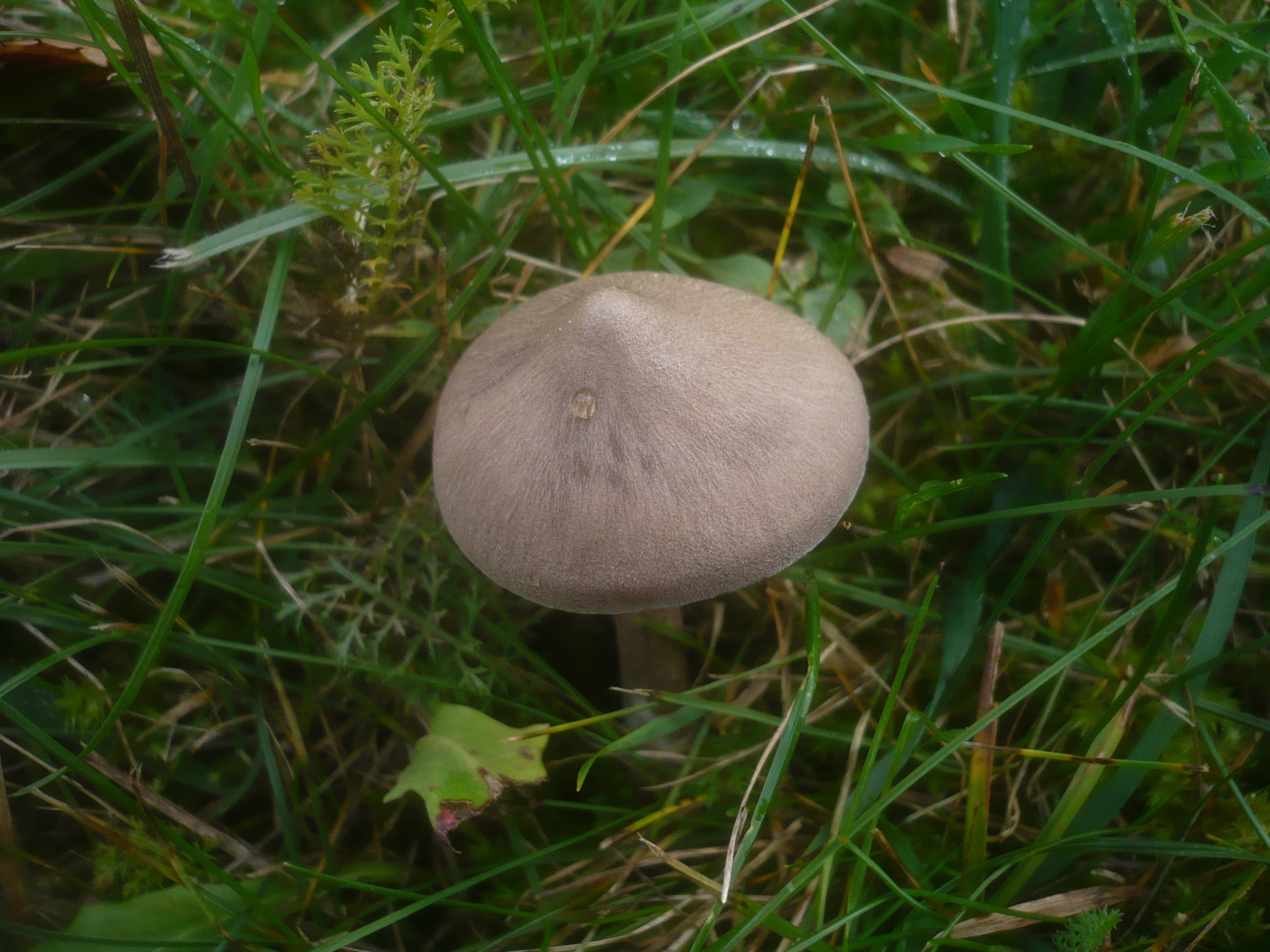
!Entoloma jubatum!
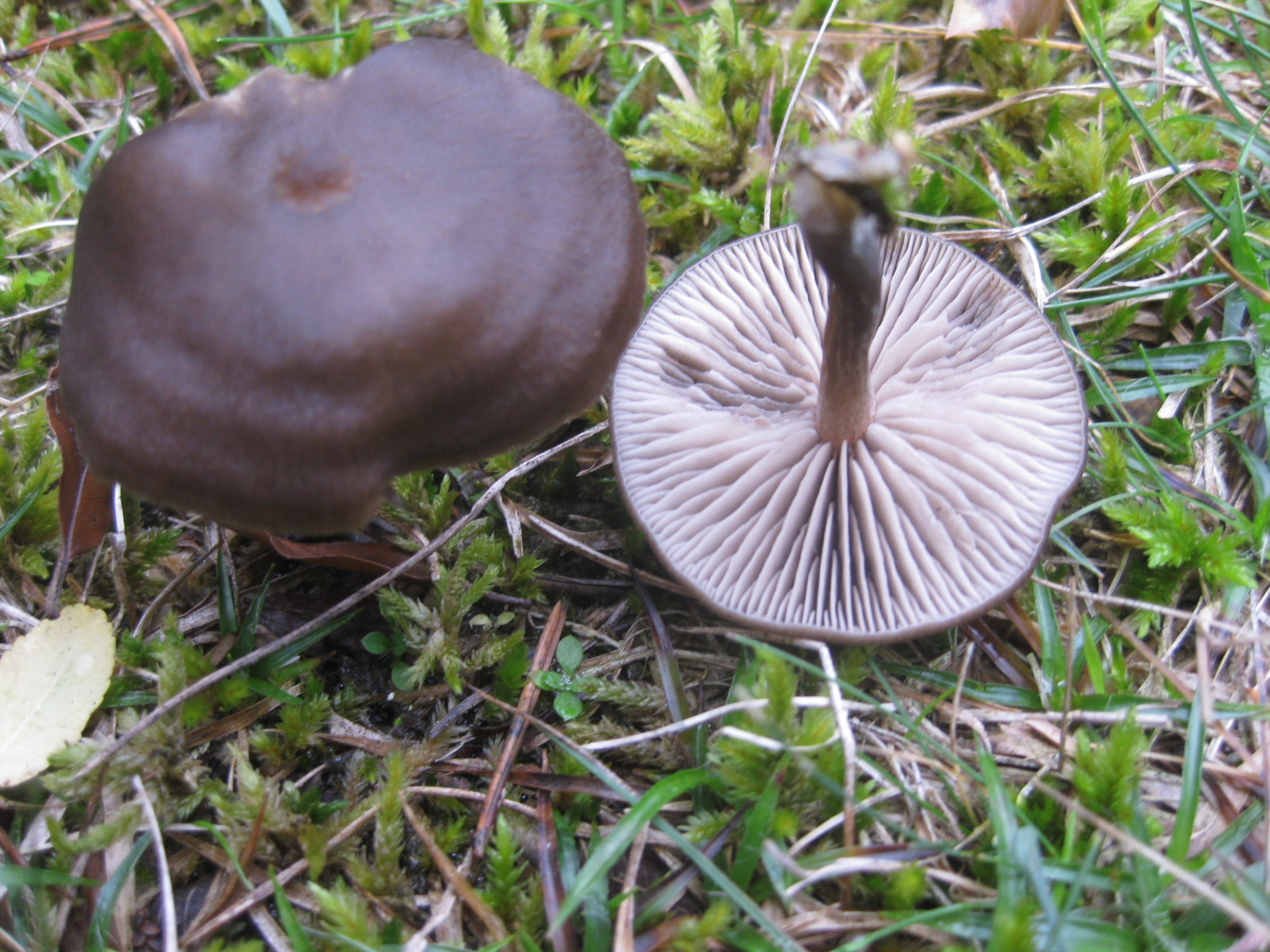
!!Entoloma sericeum!!

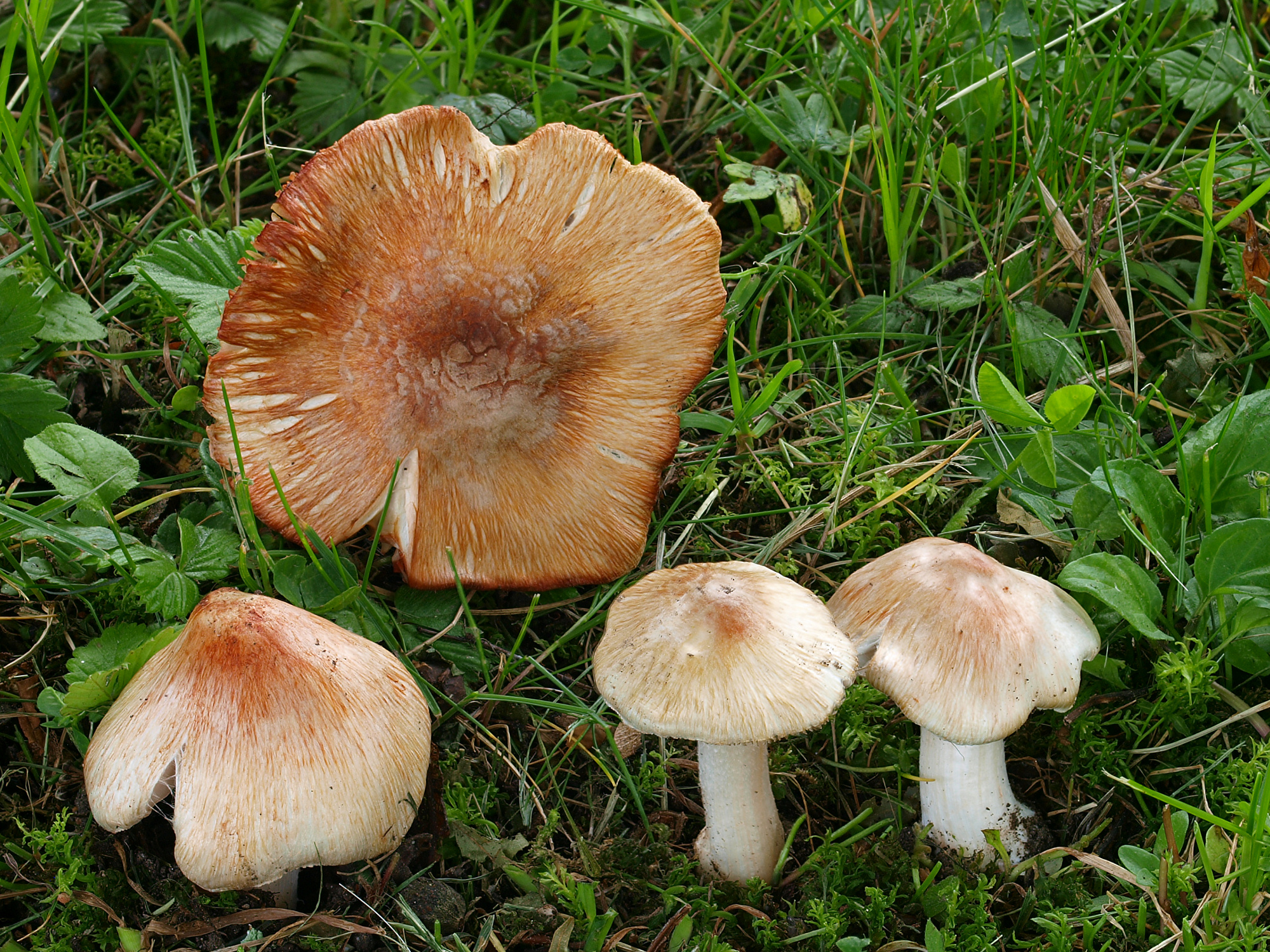
!!!Inocybe erubescens!!!
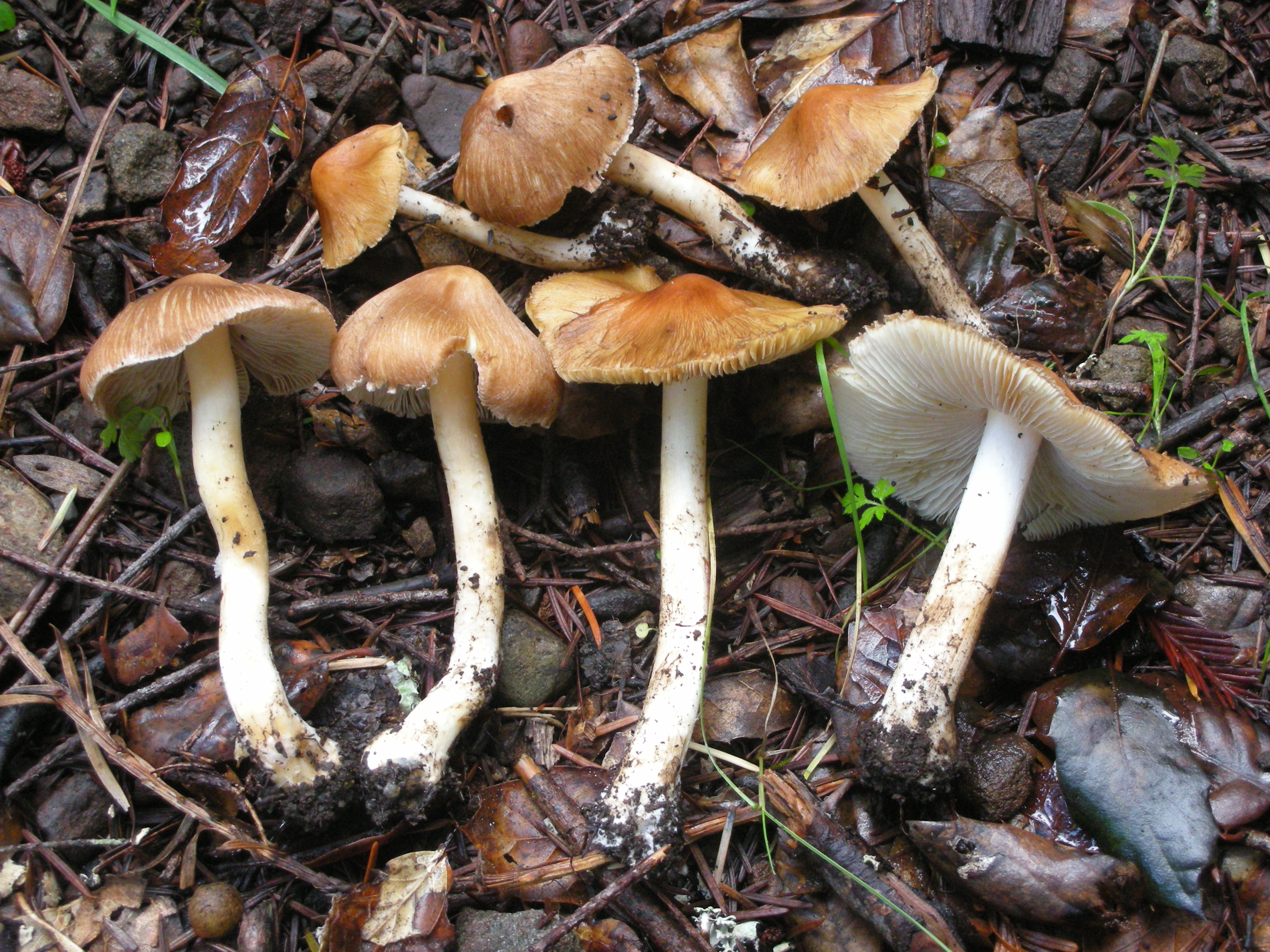
!!Inocybe perlata sin. rimosa!!
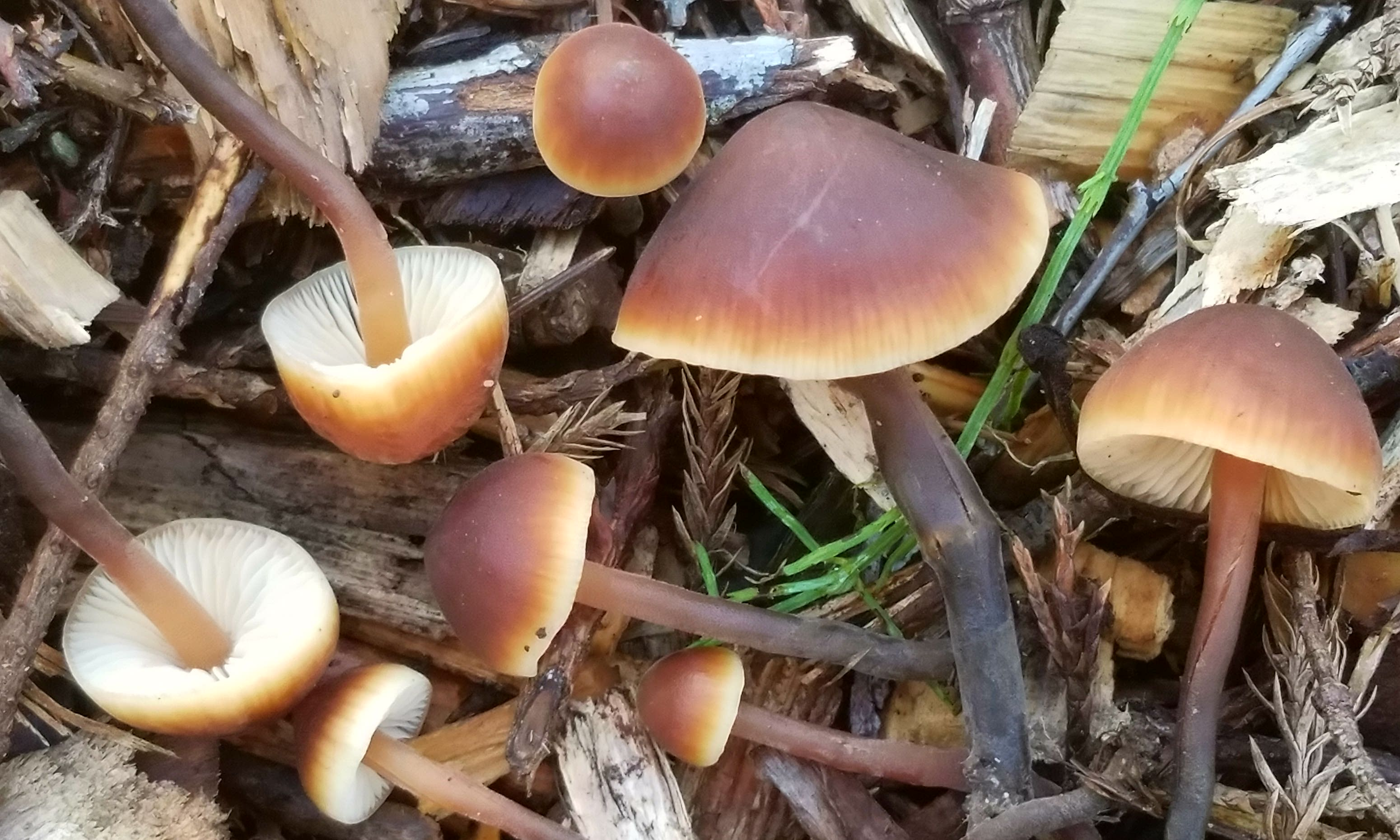
!Macrocystidia cucumis!
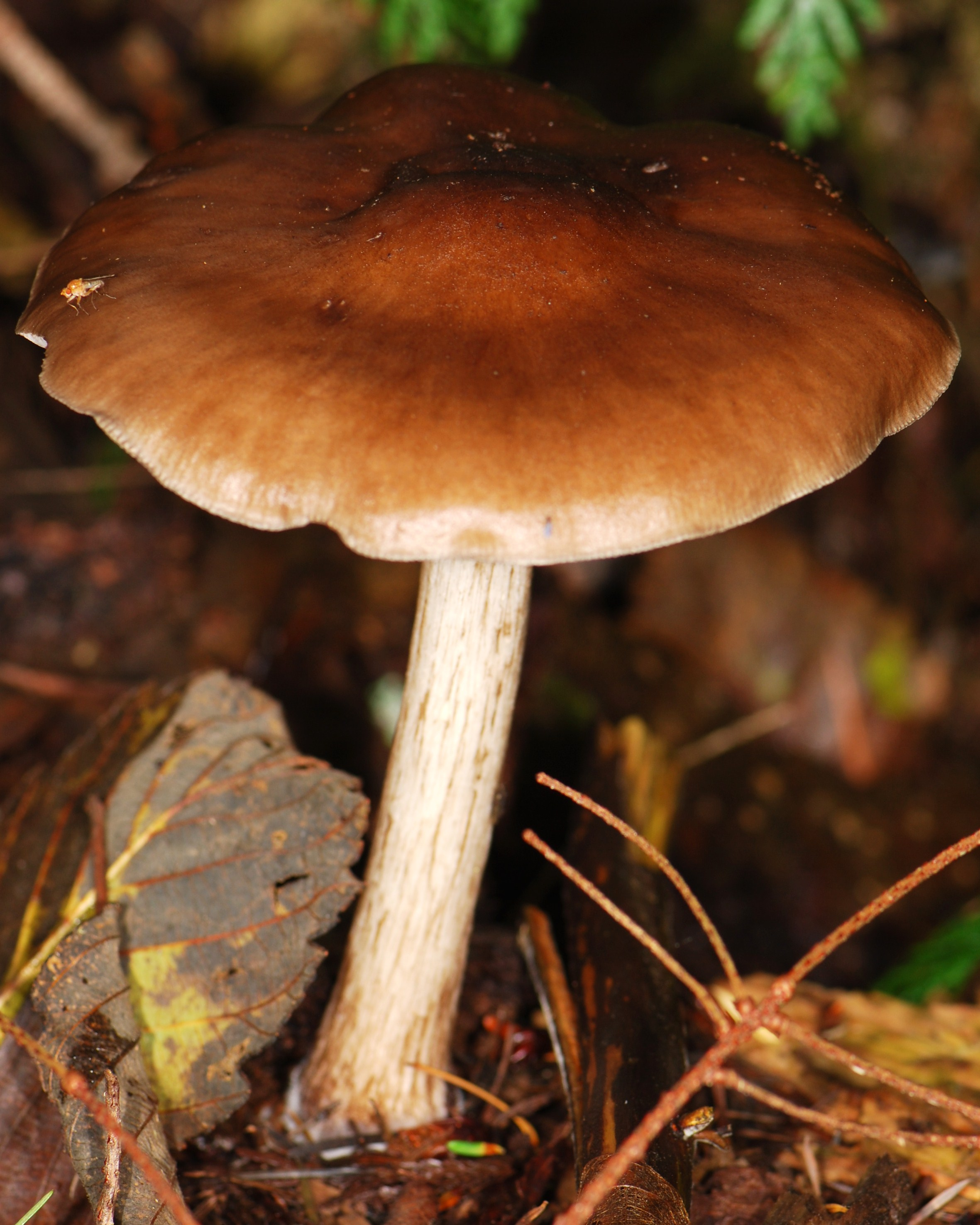
Pluteus cervinus
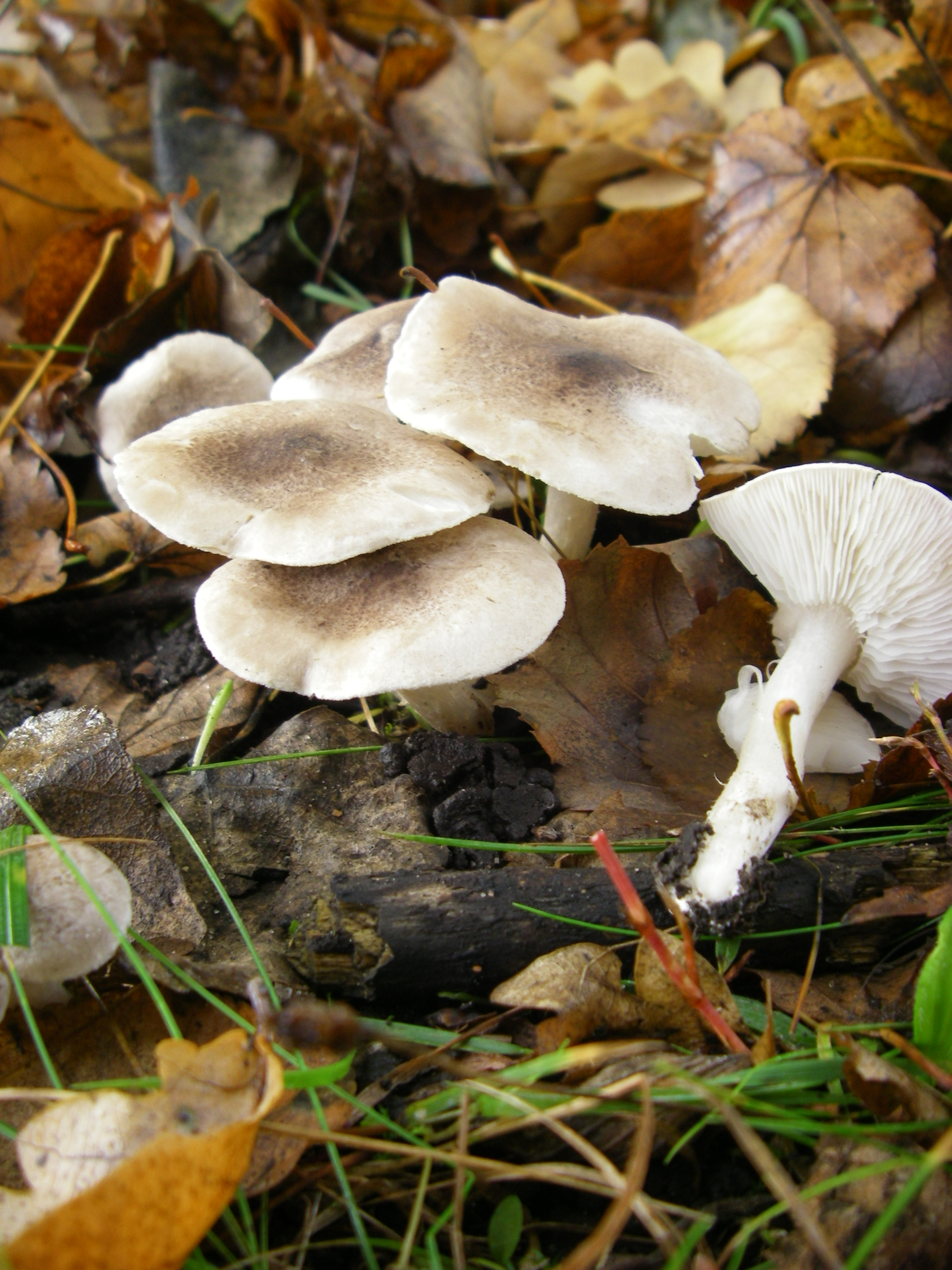
Tricholoma terreum